# Slivovo, Burgas
Slivovo (în bulgară Сливово) este un sat în comuna Sredeț, regiunea Burgas,  Bulgaria. 

## Demografie
Componența etnică a satului Slivovo
     Bulgari (97,7%)
     Nicio identificare (2,29%)
     Altele (0%)
La recensământul din 2011, populația satului Slivovo era de 87 locuitori. Din punct de vedere etnic, majoritatea locuitorilor (97,7%) erau bulgari. Pentru 2,29% din locuitori nu este cunoscută apartenența etnică.